# John Zimmerman
John Luther Zimmerman IV (Birmingham, 26 novembre 1973) è un ex pattinatore artistico su ghiaccio statunitense, specializzato nel pattinaggio artistico su ghiaccio a coppie.
È sposato con la pattinatrice italiana Silvia Fontana.

## Palmarès

### Con Kyoko Ina
| Internazionali                    | Internazionali | Internazionali | Internazionali | Internazionali |
| Evento                            | 1998–99        | 1999–00        | 2000–01        | 2001–02        |
| --------------------------------- | -------------- | -------------- | -------------- | -------------- |
| Giochi olimpici invernali         |                |                |                | 5°             |
| Campionati mondiali               | 9°             | 7°             | 7°             | 3°             |
| Campionati dei Quattro continenti |                | 2°             | 3°             |                |
| GP Finale                         | 5°             |                |                | 4°             |
| GP Cup of Russia                  | 3°             |                | 4°             |                |
| GP Lalique                        | 2°             | 4°             | 3°             | 2°             |
| GP Skate America                  | 5°             | 5°             | 4°             | 2°             |
| GP Skate Canada                   |                | 2°             |                |                |
| GP Sparkassen                     |                |                |                | 2°             |
| Nazionali                         |                |                |                |                |
| Campionati statunitensi           | 2°             | 1°             | 1°             | 1°             |

### Con Stephanie Stiegler
| Internazionali          | Internazionali | Internazionali |
| Evento                  | 1995–96        | 1996–97        |
| ----------------------- | -------------- | -------------- |
| Campionati mondiali     |                | 15°            |
| GP Trophée Lalique      |                | 6°             |
| GP Skate America        |                | 3°             |
| Nazionali               |                |                |
| Campionati statunitensi | 4°             | 3°             |

### Con Brie Teaboldt
| Evento                  | 1994–95 |
| ----------------------- | ------- |
| Campionati statunitensi | 12°     |